# Beaune-la-Rolande
Beaune-la-Rolande település Franciaországban, Loiret megyében. Lakosainak száma 1991 fő (2022. január 1.). Beaune-la-Rolande Égry, Auxy, Barville-en-Gâtinais, Batilly-en-Gâtinais, Juranville, Montbarrois, Saint-Loup-des-Vignes és Saint-Michel községekkel határos.

## Népesség
A település népességének változása:
| Lakosok száma | 1792 | 1928 | 1877 | 2073 | 1986 | 1995 | 2008 | 2021 | 2006 | 1991 |
|               | 1968 | 1982 | 1990 | 2006 | 2013 | 2015 | 2017 | 2019 | 2020 | 2022 |